# Rhein-Main-Link
Rhein-Main-Link (auch RheinMainLink) ist eine vom Übertragungsnetzbetreiber Amprion geplante Hochspannungs-Gleichstrom-Übertragungs-Leitung (HGÜ-Leitung). Sie soll zwischen dem Raum Ovelgönne/Rastede/Wiefelstede/Westerstede in Niedersachsen und Bürstadt in Hessen verlaufen. Das Projekt ist als DC34 im Netzentwicklungsplan Strom 2035 (Version 2021) erstmals vorgeschlagen worden. Im Bundesbedarfsplan trägt es die Nummer 82. Mit dem Netzentwicklungsplan 2037 (2023) sollen das neue Vorhaben DC35 (Ovelgönne/Rastede/Wiefelstede/Westerstede – Marxheim) und neue Offshore-Netzanbindungssysteme mit den Netzverknüpfungspunkten im Suchraum Ried (Vorhaben NOR-19-2) und bei Kriftel (Vorhaben NOR-19-3) in einem gemeinsamen „Energiekorridor“ mit umgesetzt werden. 
Die Leitung soll vorrangig die im Norden der Bundesrepublik aus Windkraft gewonnene elektrische Energie ins Rhein-Main-Gebiet transportieren. Die Fertigstellung war im September 2023 für 2033 geplant.
Der vorgeschlagene Trassenverlauf ist laut Bauträger durch Verwendung von künstlicher Intelligenz entworfen worden. Die Trasse verläuft demnach in einem ähnlichen Gebiet wie der Stromkorridor 3 des Suedlinks, was zu einer Doppelbelastung der durchquerten Landschaften führen wird. 